# 牧師樓
牧師樓，是位於臺灣新北市淡水區的一座建築，為一座兩層樓高的殖民時期紅磚建築，於1909年完工，過去曾作為吳威廉故居與校長宿舍使用，現作為咖啡廳使用。

## 沿革
牧師樓與姑娘樓同為教師吳威廉（Rev. William Gauld）設計，1906年姑娘樓完工後，吳威廉選定於建築西側興建一棟相似的紅磚洋樓作為其寓所。1923年吳威廉逝世後，建築物使用權曾一度由淡水中學校校長明有德（Rev Hugh .A . Mac Millan）進駐。而後學校被日人接管。明牧師搬到雙連後，該建築則成為孫雅各的牧師樓。
當孫牧師和淡水神學校遷到雙連後，牧師樓就租給美國商人王武路（Wanble），一直到第二次世界大戰前英美撤僑才閒置。二戰期間，牧師樓一度成為淡水中學男生宿舍，並改名為「青龍寮」。
戰後時期，牧師樓除了由蘇若蘭和苗爾甘牧師入住外，也曾作為純德女子中學之琴房教室使用。最後一位居住在牧師樓的宣教士為郭德士長老，後於1965年因真理大學創校所需而搬離作為教員餐廳使用，當前建築物則規劃作為咖啡廳及餐廳空間。
2007年， 牧師樓曾作為周杰倫執導電影《不能說的·秘密》劇中「琴房」場景的拍攝地點。

## 建築設計
牧師樓為造形優美的二樓紅磚迴廊洋樓，採典型英國殖民地建築樣式，為兩層式紅磚洋樓。所用的磚材和福杉據稱來自廈門。其建築外觀與姑娘樓相當類似，唯有欄杆使用白色釉瓶作為差異。與旁鄰前英國領事官邸格局類似。

## 外部連結
- 牧師樓 - 真理大學 （页面存档备份，存于）
- 牧師樓 - 淡水維基館 （页面存档备份，存于）